# ايزومي-كو
ايزومي-كو (باليابانية: 泉区) هو حي في اليابان، يقع في سنداي، بلغ عدد سكانه 213,779 نسمة وذلك حسب إحصائيات سنة 2018، تبلغ مساحته 146.61 كيلومتر مربع.